# Réserve écologique de Couchepaganiche
Die Réserve écologique de Couchepaganiche ist ein im Jahr 1983 auf einer Fläche von nur 37,99 Hektar eingerichtetes Schutzgebiet im Südwesten der kanadischen Provinz Québec, in der Grafschaftsgemeinde Lac-Saint-Jean-Est.

## Lage
Das Schutzgebiet gehört zu den Gemeinden Métabetchouan–Lac-à-la-Croix und Lac-à-la-Croix in der Verwaltungsregion Saguenay–Lac-Saint-Jean. Es repräsentiert und schützt die für das Gebiet typischen Wälder, in denen die Gelb-Birke vorherrscht, zugleich dient es dem Erhalt der hier seltenen Vorkommen der Roteiche (Quercus rubra), die hier als Chêne rouge d'Amérique bezeichnet wird.
Das Schutzgebiet ist typisch für die den Laurentiden vorgelagerten Erosionsgebiete des Kanadischen Schilds. Der etwa 100 Meter hohe Kegel weist einen steilen Hang mit 30 % Neigung auf, der auf eine 257 Meter hoch gelegene Ebene weist. Der Untergrund besteht vielfach aus Granit und Pegmatit, auf dem während und nach der letzten Eiszeit Tillit abgelagert wurde. Von Fels und Gestein durchsetzter Podsol umschreibt den Boden der Region, oftmals durchsetzt von nacktem Fels.

## Flora
Neben der Gelb-Birke findet sich die Amerikanische Zitterpappel (Populus tremuloides), aber auch die Papier-Birke. Diese Baumgesellschaften, auch die der selteneren Arten, wie der Roteiche, sind typisch für in dieser Region von Waldbränden betroffene Gebiete, stellen also eine Übergangsphase dar, sobald die Brände aufhören.

## Namensgebung
Der Name des Gebiets geht auf den Couchepaganiche (Rivière Couchepaganiche) zurück, einen 20 Kilometer langen Bach, der von Südosten kommend in den Lac Saint-Jean mündet.